# Aulacolambrus diacanthus
Aulacolambrus diacanthus is een krabbensoort uit de familie van de Parthenopidae. De wetenschappelijke naam van de soort is voor het eerst geldig gepubliceerd in 1837 door De Haan.